# Monumento Histórico Municipal y Museo Regional El Porvenir
Monumento Histórico Municipal y Museo Regional "El Porvenir" se encuentra al sur de la ciudad de Villa Elisa, provincia de Entre Ríos, Argentina; cercano del centro. 
El solar fue construido aproximadamente en 1885, de estilo Colonial. Su primer propietario fue Juan Medina, dicho edificio constaba de dos pabellones, cada uno de ellos compuesto por tres salas, con techo de tejas francesas y depósito - barraca con techo de cinc.
Héctor de Elía, antes de fundar Villa Elisa, le compra a Juan Medina el casco de estancia que denominó “El Porvenir”, a principio de siglo XX le incorporó un artístico mirador de estilo Liberal, inspirado en el Renacimiento Italianizante. Esta Casona fue residencia del fundador Héctor de Elía, de su hijo Esteban, y luego de su nieto José María y por último de la familia de Amaranto Viollaz y sucesores.

## Adquisición del inmueble para Museo
Por Resolución N.º 55/80, el 2 de septiembre de 1980, la Municipalidad de Villa Elisa, adquiere este solar a Pascual Enrique Viollaz, por las siguientes razones:
- Por haber sido la residencia del Fundador de Villa Elisa.
- Por ser la edificación más antigua del lugar.
- Por ser uno de los pocos exponentes de casco de estancia del siglo XIX
- Para crear en él, un Museo Regional.

El predio comprende 2 ha

## Evolución del Museo
El mismo en sus comienzos contaba con un solo pabellón para Museo, el otro cuerpo estaba destinado a casa de familia del cuidador.
Los primeros objetos museológicos exhibidos provinieron de un Museo temporario que se había realizado para el 75.º Aniversario de Villa Elisa. Estos elementos, que se hallaban en custodia en las escuelas de la localidad, fueron recopilados para iniciar la exhibición; carecían de un montaje museográfico adecuado, lentamente esto se fue perfeccionando, mediante la adquisición de vitrinas apropiadas y a través de nuevos conocimientos y la experiencia lograda. 
Por este motivo, en 1983 se reacondicionó lo que originariamente se utilizaba como barraca, para exponer animales embalsamados de la fauna de la zona. 
En 1985 se construyó la casa para el cuidador, lo que facilitó disponer de otras salas al efecto.

## Declaración del edificio del Museo, Monumento Histórico Municipal
Por ordenanza Municipal N.º 646, Decreto 241/90 del 3 de septiembre de 1990, se declara al edificio del Museo “EL Porvenir” Monumento Histórico Municipal. Esto responde a la solicitud efectuada oportunamente por el Área Museo de la coordinación Municipal de Cultura,
- Datos: Q12183760